# Stephenie Ann McPherson
Stephenie Ann McPherson (* 25. November 1988 in Georges Plain) ist eine jamaikanische Sprinterin, die sich auf den 400-Meter-Lauf spezialisiert hat. Insbesondere mit der jamaikanischen 4-mal-400-Meter-Staffel gewann sie zahlreiche Medaillen bei internationalen Meisterschaften und auch über 400 Meter gewann sie Medaillen bei Weltmeisterschaften und den Commonwealth Games.

## Sportliche Laufbahn
Erste internationale Erfahrungen sammelte Stephenie Ann McPherson bei den Weltmeisterschaften 2013 in Moskau, bei denen sie mit 49,99 s im Finale die Bronzemedaille hinter der Britin Christine Ohuruogu und Amantle Montsho aus Botswana. Ursprünglich erreichte sie Platz vier, erhielt die Medaille aber nach einer Dopingdisqualifikation der Russin Antonina Kriwoschapka. Im Jahr darauf nahm er mit der 4-mal-400-Meter-Staffel an den Hallenmeisterschaften in Sopot teil und gewann in 3:26,54 min die Silbermedaille hinter den US-Amerikanerinnen. Bei den Commonwealth Games im schottischen Glasgow siegte sie im Einzelwettbewerb in 50,67 s sowie mit der jamaikanischen 4-mal-400-Meter-Staffel in 3:23,82 min. Zudem siegte sie beim Continental-Cup in Marrakesch mit der Amerika-Staffel in 3:20,93 min. Bei den IAAF World Relays 2015 auf den Bahamas klassierten sich die Jamaikanerinnen auf Platz zwei. Sie nahm erneut an den Weltmeisterschaften in Peking teil und belegte im Einzelbewerb mit 50,42 s im Finale Rang fünf. Zudem siegte sie mit der Staffel in 3:19,13 min die Goldmedaille.
2016 wurde sie bei den Hallenweltmeisterschaften in Portland in 52,20 s Vierte und kam mit der Staffel nicht ins Ziel. Zudem nahm sie erstmals an den Olympischen Spielen in Rio de Janeiro teil und erreichte dort mit 50,97 s im Finale Platz sechs. Des Weiteren gewann sie mit der jamaikanischen Stafette in 3:20,34 min die Silbermedaille hinter der Mannschaft aus den Vereinigten Staaten. Bei den IAAF World Relays 2017 belegte sie den dritten Platz und qualifizierte sich erneut für die Weltmeisterschaften in London. Dort gelangte sie in 50,86 s im Finale erneut auf Rang sechs und kam mit der Staffel im Vorlauf zum Einsatz. Bei den Hallenweltmeisterschaften 2018 in Birmingham wurde sie im Einzelbewerb im Halbfinale disqualifiziert, wie auch mit der Damenstaffel. Im April nahm sie erneut an den Commonwealth Games im australischen Gold Coast teil, gewann in 50,93 s die Bronzemedaille und siegte im Staffelbewerb in 3:24,00 min. Bei den NACAC-Meisterschaften in Toronto siegte sie in 51,15 s über 400 Meter und gewann mit der Staffel in 3:27,25 min Silber. Anschließend wurde sie beim Continental-Cup in Ostrava Dritte im Einzelbewerb und siegte erneut mit der panamerikanischen Staffel. 2019 gewann sie als Staffelmitglied Jamaikas im sonst nicht bei internationalen Wettkämpfen stattfindenden 4-mal-200-Meter-Staffel-Rennen die Bronzemedaille bei den IAAF World Relays. Über die gewohnte 400-Meter-Distanz gewann sie als Startläuferin der jamaikanischen Staffel bei den Panamerikanischen Spielen 2019 in Lima ebenfalls Bronze. Anfang Oktober gelangte sie bei den Weltmeisterschaften in Doha bis ins Finale und klassierte sich dort in 50,89 s auf Rang sechs und gewann in 3:22,37 min gemeinsam mit Anastasia Le-Roy, Tiffany James und Shericka Jackson die Bronzemedaille mit der 4-mal-400-Meter-Staffel hinter den Vereinigten Staaten und Polen. 2021 wurde sie beim British Grand Prix in 51,96 s Zweite und siegte anschließend in 49,99 s beim Gyulai István Memorial sowie in 50,44 s bei den Anniversary Games. Daraufhin startete sie bei den Olympischen Spielen in Tokio im Einzelwettbewerb über 400 Meter. Nach Siegen in ihrem Vorlauf (50,89 s) und im Halbfinale mit persönlicher Bestleistung von 49,34 s belegte sie im Finale mit 49,61 s den vierten Platz hinter Allyson Felix. Im Staffelwettbewerb wurde sie nicht eingesetzt. Während der Schlussfeier der Spiele war sie die Fahnenträgerin ihrer Nation. Anschließend siegte sie in 50,78 s beim Meeting Città di Padova.
2022 gewann sie bei den Hallenweltmeisterschaften in Belgrad mit neuem Landesrekord von 50,79 s die Bronzemedaille über 400 Meter hinter der Bahamaerin Shaunae Miller-Uibo und Femke Bol aus den Niederlanden. Zudem siegte sie in 3:28,40 min gemeinsam mit Junelle Bromfield, Janieve Russell und Roneisha McGregor in der 4-mal-400-Meter-Staffel. Im Mai wurde sie bei der Doha Diamond League in 51,69 s Zweite und anschließend gelangte sie beim Meeting International Mohammed VI d’Athlétisme de Rabat mit 51,37 s auf Rang drei. Im Juli erreichte sie bei den Weltmeisterschaften in Eugene das Finale über 400 Meter und belegte dort in 50,36 s den fünften Platz. Zudem gewann sie mit der Staffel in 3:20,74 min im Finale gemeinsam mit Candice McLeod, Janieve Russell und Charokee Young die Silbermedaille hinter den Vereinigten Staaten. Anschließend gewann sie bei den NACAC-Meisterschaften in Freeport in 50,36 s die Bronzemedaille im Einzelbewerb hinter Weltmeisterin Shaunae Miller-Uibo und Sada Williams aus Barbados. 2024 gelangte sie bei den Olympischen Sommerspielen in Paris mit 3:11,67 min auf den fünften Platz in der Mixed-Staffel.
In den Jahren 2016, 2018 und 2021 wurde McPherson Jamaikanische Meisterin im 400-Meter-Lauf. 2016 sicherte sie sich die Gesamtwertung der IAAF Diamond League.

## Persönliche Bestzeiten
- 200 Meter: 22,90 s (−0,2 m/s), 17. April 2021 in Kingston
- 400 Meter: 49,34 s, 4. August 2021 in Tokio
  - 400 Meter (Halle): 50,79 s, 19. März 2022 in Belgrad (jamaikanischer Rekord)